# Crystal Dynamics
 (décembre 2018).
Si vous disposez d'ouvrages ou d'articles de référence ou si vous connaissez des sites web de qualité traitant du thème abordé ici, merci de compléter l'article en donnant les références utiles à sa vérifiabilité et en les liant à la section « Notes et références ».
Crystal Dynamics est un studio américain de développement de jeux vidéo, fondé en 1992 et établi dans la région de la baie de San Francisco. Le studio est racheté par l'éditeur britannique Eidos Interactive en 1998, lui-même racheté par Square Enix en 2009.
Crystal Dynamics se fait notamment connaître en développant ses premiers jeux sur consoles 32 Bits : Sega Saturn, PlayStation et 3DO de Panasonic (Gex, Pandemonium...) puis en récupérant les franchises Legacy of Kain en 1999, et Tomb Raider en 2006.
Mark Cerny et Madeline Canepa, tous deux provenant de Sega, ont aidé le studio à développer leurs premiers jeux[réf. nécessaire].
Amy Hennig, réalisatrice et scénariste de jeu vidéo, y officie de 1995 à 2004, année à laquelle elle rejoint le studio Naughty Dog.
Le 2 mai 2022, Embracer Group annonce un accord pour le rachat du studio ainsi que de Eidos Montréal et des franchises comme Tomb Raider ou Legacy of Kain pour 300 millions de dollars.

## Jeux développés
- 1993 : premier jeu du studio, sorti sur 3DO: Crash'n Burn, un jeu de course futuriste en 3D.
- 1994 : Gex, un jeu de plateformes en 2D sorti sur 3DO puis 1 an plus tard sur Saturn et PlayStation et ensuite sur PC. Gex a été élu meilleur jeu de la 3DO de l'année 1995 par Electronic Gaming Monthly.
- 1996 : Pandemonium sort en novembre, sur PlayStation et Saturn. Jeu de plateforme en 3D au gameplay classique, il met en scène 2 apprentis sorciers, la jeune Nikki et son ami Fargus. Blazing Dragons, un point and click sort la même année.
- 1997 : la suite, Pandemonium 2. À noter, après le succès retentissant de Tomb Raider et de son héroïne, le personnage de Nikki a été remodélisé pour mieux correspondre au physique de Lara Croft.
- 1998 : Gex: Enter the Gecko est un jeu d'action/aventure en 3D (au gameplay inspiré de Tomb Raider) sorti sur PlayStation en début d'année. C'est la résurrection d'un ancien jeu de Crystal Dynamics sorti en 1994 sur 3DO. Gex est un lézard aux allures de James Bond, qui doit accomplir diverses missions dans chacun des niveaux du jeu, qui parodient l'univers télévisuel américain. Gex a été la mascotte officielle de Crystal Dynamics durant l'année 1998.

Akuji The Heartless arrive vers la fin de l'année sur PlayStation. C'est un jeu de plate-forme/aventure, empruntant beaucoup au gameplay de Tomb Raider et qui a la particularité d'être très violent et sanglant.
- 1999 : Crystal Dynamics reprend la franchise Legacy of Kain, anciennement commencée en 1996 sur PlayStation par les développeurs Silicon Knights avec le jeu Blood Omen.

Cette année sortira Legacy of Kain: Soul Reaver sur PC et PlayStation, qui sera porté l'année suivante sur Dreamcast.
- 2001 : Soul Reaver 2 sort sur PC, PlayStation 2 (une version Dreamcast a été reportée puis annulée).
- 2002 : Legacy of Kain: Blood Omen 2 sort sur PC, PlayStation 2 et Xbox. Il paraîtra en 2003 sur GameCube.
- 2004 : Legacy of Kain: Defiance voit le jour sur PC, PlayStation 2 et Xbox.
- 2006 : Après avoir rendu hommage à Tomb Raider au cours de nombreux jeux de plate-forme, Crystal Dynamics finit par reprendre la franchise avec Tomb Raider: Legend, sorti sur PlayStation 2, Xbox, Xbox 360 et PC.
- 2007 : Crystal Dynamics sort Tomb Raider: Anniversary.
- 2008 : Crystal Dynamics sort Tomb Raider: Underworld, suite de Tomb Raider: Legend. Il sort sur PlayStation 3, Xbox 360, PC, Nintendo DS le 21 novembre 2008, sur Wii le 28 novembre 2008 et sur PlayStation 2 le 9 janvier 2009. C'est le premier Tomb Raider sur les consoles de septième génération.
- 2010 : Crystal Dynamics sort Lara Croft and the Guardian of Light, qui est le point de départ d'une nouvelle série, Crystal Dynamics souhaitant distinguer le personnage Lara Croft du reste de la série Tomb Raider. Contrairement aux anciens jeux, ce spin-off se distingue par son approche sous forme de jeu d'arcade. Le jeu a un point de vue isométrique et le gameplay  peut être coopératif.
- 2013 : Crystal Dynamics sort Tomb Raider. Cet épisode est qualifié de reboot. Les mécanismes du jeu sont totalement revus, et Crystal Dynamics parle de survival action.
- 2014 : Crystal Dynamics sort Lara Croft and the Temple of Osiris, second épisode de la série spin-off Lara Croft débutée en 2010.
- 2015 : Crystal Dynamics sort Rise of the Tomb Raider, la suite du reboot de 2013. Il sort à cette date en exclusivité temporaire sur les consoles Xbox, puis en 2016 sur PC et PlayStation 4.
- 2018 : Shadow of the Tomb Raider en collaboration avec Eidos Montréal.
- 2020 : Marvel's Avengers en collaboration avec Marvel Games.
- À venir : Tomb Raider (titre provisoire) jeu édité par Amazon Games, Utilisant le moteur Unreal Engine 5.[3]
- Annulé : Perfect Dark en collaboration avec The Initiative. Édité par Xbox Game Studios pour Microsoft[4].